# Maydena alluvius
Maydena alluvius (лат.) — вид хищных коротконадкрылых жуков рода Maydena из подсемейства ощупники (Pselaphinae).

## Распространение
Австралия (штат Виктория).

## Описание
Мелкие коротконадкрылые жуки—ощупники (Pselaphinae). Длина 2,5 мм. Основная окраска красновато-коричневая. От близких видов отличается крупными пунктурами на голове и груди.
4-й и 2-й членики нижнечелюстных щупиков очень длинные (по длине почти равны длине головы). Вершина рострума головы от угловатой до округлой, со щетинками.
Вид был впервые описан в 1928 году энтомологом Чарльзом Оке (Charles Oke) под первоначальным названием Pselaphus alluvius. Валидный статус был подтверждён в 2001 году в ходе родовой ревизии американским энтомологом профессором Дональдом С. Чандлером (Chandler Donald S.; University of New Hampshire, Durham, Нью-Гэмпшир, США).
Таксон Maydena alluvius включён в отдельный род Maydena Chandler 2001 вместе с видами Maydena bryophilus (Lea, 1911), Maydena foveiventris (Lea, 1911) и Maydena longifrons и отнесён к трибе Pselaphini из подсемейства Pselaphinae.